# Minjung
Le mouvement Minjung (hangeul : 민중 ; hanja : 民衆) est un mouvement social sud-coréen qui émerge à la fin des années 1970 dans un contexte de lutte contre la dictature militaire de Park Chung-hee puis de Chun Doo-hwan. Celui-ci vise par la mobilisation des acteurs sociaux comme les syndicats, les étudiants, ou les artistes à faire avancer la cause de la démocratie dans le pays. Il joue un rôle clef dans la démocratisation du pays à la fin des années 1980.

## Source
1. ↑  « Un entretien avec Kim Dae-jung " La pensée asiatique a véhiculé des valeurs qui coïncident avec l'esprit de la démocratie " », Le Monde,‎ 17 mai 1994 (lire en ligne, consulté le 25 février 2023)